# Rhantus longulus
Rhantus longulus är en skalbaggsart som beskrevs av Régimbart 1895. Rhantus longulus ingår i släktet Rhantus och familjen dykare. Inga underarter finns listade i Catalogue of Life.